# Craig Clow
Craig Clow (* 1956 in Montréal, Québec) ist ein ehemaliger kanadischer Freestyle-Skier. Er war weitgehend auf die Disziplin Aerials (Springen) spezialisiert und gewann einmal die Disziplinenwertung sowie fünf Springen im Weltcup.

## Biografie
Craig Clow stammt aus der Metropole Montréal und war neben Jean Corriveau, Pierre Poulin und den Laroche-Brüdern ein früher Vertreter der „Québec Air Force“, die die Disziplin Aerials in den 1980er und 1990er Jahren beherrschte.
Clow wurde 1977 in die kanadische Freestyle-Nationalmannschaft aufgenommen. Am 11. Januar 1980 gab er in den Pocono Mountains sein Debüt im neu lancierten Freestyle-Skiing-Weltcup und musste sich beim Sieg seines Landsmannes John Eaves mit Rang zwölf begnügen. Am Tag darauf gelang ihm im zweiten Wettkampf vor Eaves sein erster Weltcupsieg. Einen weiteren Tagessieg konnte er zum Saisonabschluss in Whistler feiern. Nach durchwachsenen Resultaten ließ er elf Monate später am Mont Sainte-Anne seinen dritten Sieg folgen. Der größte Erfolg seiner Karriere gelang Clow im Winter 1982. Mit gerade einmal einem Saisonsieg, aber durchweg konstanten Leistungen setzte er sich gegen seinen Teamkollegen Jean Corriveau durch und sicherte sich den Gewinn der Aerials-Disziplinenwertung. In den beiden folgenden Jahren startete er vereinzelt auch auf der Buckelpiste, sein bestes Ergebnis in dieser Disziplin blieb jedoch Platz 15 im Februar 1983 in Livigno. 1984 gewann er in Ravascletto noch ein Springen und beendete im März dieses Jahres seine aktive Laufbahn im Leistungssport.
Nach dem Karriereende blieb Craig Clow dem Sport zunächst erhalten und organisierte unter anderem den Freestyle-Weltcup in seiner Heimatstadt Montréal im Januar 1992. Er ist als Creative Director für ein Marketing-Unternehmen tätig.

## Erfolge

### Weltcupwertungen
| Saison | Gesamt | Gesamt | Aerials | Aerials | Moguls | Moguls |
| Saison | Platz  | Punkte | Platz   | Punkte  | Platz  | Punkte |
| ------ | ------ | ------ | ------- | ------- | ------ | ------ |
| 1980   | 29.    | 64     | 8.      | 64      | –      | –      |
| 1981   | 19.    | 129    | 4.      | 129     | –      | –      |
| 1982   | 18.    | 142    | 1.      | 142     | –      | –      |
| 1983   | 13.    | 27     | 2.      | 92      | 33.    | 15     |
| 1984   | 26.    | 18     | 10.     | 106     | 45.    | 4      |

### Weltcupsiege
Clow errang im Weltcup 14 Podestplätze, davon 5 Siege:
| Datum            | Ort              | Land       | Disziplin |
| ---------------- | ---------------- | ---------- | --------- |
| 12. Januar 1980  | Poconos          | USA        | Aerials   |
| 30. März 1980    | Whistler         | Kanada     | Aerials   |
| 1. März 1981     | Mont Sainte-Anne | Kanada     | Aerials   |
| 26. März 1982    | Tignes           | Frankreich | Aerials   |
| 29. Februar 1984 | Ravascletto      | Italien    | Aerials   |